# 新胜乡 (蓬溪县)
新胜乡，是中华人民共和国四川省遂宁市蓬溪县曾经下辖的一个乡。2019年9月，撤销槐花乡、板桥乡和新胜乡，设立槐花镇，以原槐花乡、原板桥乡和原新胜乡所属行政区域为槐花镇的行政区域。

## 行政区划
新胜乡撤销前下辖以下地区：
仙鹤社区、鱼欠咀村、杜家桥村、董家沟村、刘家坝村、五面山村、黑湖沟村、何家坪村、龙口湾村、学堂湾村和镜子岩村。